# Cámara de Comptos de Pau
La Cámara de Comptos de Pau, luego llamada también Cámara de Comptos de Navarra, no debe confundirse con la existente en la Alta Navarra, o Navarra peninsular, Cámara de Comptos de Navarra.

## Origen de la Cámara
Tras la segregación de Navarra en dos partes a resultas de la incorporación de la Navarra cispirenaica a la Corona de Castilla y la posterior renuncia del emperador Carlos I a las tierras de Navarra ultrapirenaica, el rey Enrique II de Navarra crea la Cámara de Comptos de Pau fue fundada el 4 de enero de 1527, con la Baja Navarra, Bearne, los condados de Foix y Bigorra, los vizcondados de Marsan, Tursan, Gavardon, Lautrec, Nebouzan, las baronías de Captieux y Aster-Villemur.
Esta Cámara de Comptos se unificó en 1624 con la de Nérac por Luis XIII, rey de Francia y Navarra, formando un solo organismo, denominado Cámara de Comptos de Navarra.
La Cámara de Comptos de Nérac se había formado en las mismas fechas que la Cámara de Comptos de Pau. Su jurisdicción era el ducado de Albret, el condado de Armagnac y todas sus dependencias, el país de Eaussan, el señorío de Riviere-Basse, el condado de Fezensaguer y sus dependencias, el condado de Rodez y los cuatro castillos de Rouergue, el condado de Périgord y vizcondado de Limoges.

## Adscripción al Parlamento de Navarra (Pau)
Por edicto de 1691, Luis XIV unió esta Cámara de Comptos con las Parlamento de Navarra con sede en Pau. Este parlamento es, al mismo tiempo, cámara de comptos, tribunal de ayudas y finanzas. Como había sido necesario desviar varias tierras y señoríos de la jurisdicción de esta Cámara de Comptos para formar la jurisdicción de los tribunales soberanos establecidos en Burdeos y Montauban, todo el país de Sola, que anteriormente dependía del parlamento, se unió a la parlamento de Pau de Burdeos.